# Pardé (Film)
Pardé (englischsprachiger Festivaltitel: Closed Curtain, dt.: „Geschlossener Vorhang“) ist ein Spielfilm der iranischen Filmemacher Jafar Panahi und Kambuzia Partovi aus dem Jahr 2013.
Der zwischen Traum und Realität wechselnde Film wurde im Geheimen mit einer kleinen Crew von vier bis fünf Personen realisiert. Die Produktion soll die Verfassung Panahis mit den Möglichkeiten eines abgelegenen Hauses am Meer erzählen, in dem neben dem Filmemacher selbst die Figur eines Schriftstellers (dargestellt von Kambuzia Partovi) mit seinem Hund sowie einer geheimnisvollen jungen Frau (Maryam Moghadam) Zuflucht suchen. Panahi, der sich der iranischen Opposition zugehörig fühlt, war nach mehrfachen Verhaftungen im Dezember 2010 von einem iranischen Gericht wegen „Propaganda gegen das System“ zu sechs Jahren Gefängnis und einem zwanzigjährigen Berufsverbot verurteilt worden. Bis zum Ende seines Berufungsverfahrens ist er unter Auflagen frei, darf aber den Iran nicht verlassen.
Pardé wurde am 12. Februar 2013 im Rahmen des Wettbewerbs der 63. Internationalen Filmfestspiele Berlin uraufgeführt. Die deutsche Bundesregierung hatte zuvor erfolglos den Iran dazu aufgefordert, Panahi zur Premiere seines Films nach Deutschland ausreisen zu lassen. Bereits bei den vorangegangenen Filmfestspielen im Jahr 2011 und 2012 hatten Solidaritätsaktionen für den iranischen Filmemacher stattgefunden.

## Handlung
Ein älterer, namenloser Schriftsteller zieht sich zum Schreiben in eine abgelegene Villa am Kaspischen Meer zurück. Mit sich führt er heimlich einen Hund namens „Boy“. Da Hunde nach islamischem Gebot als unrein gelten und im Iran getötet werden, lässt er das Tier nicht aus dem Haus. Er zieht sämtliche Vorhänge an den Fenstern zu und deckt diese zusätzlich mit schwarzem, blickdichtem Stoff ab. Auch baut der Schriftsteller aus Brettern eine Hundetoilette zusammen und funktioniert einen Wandschrank zum Versteck um.
Als der Schriftsteller eines Abends die Hundetoilette über die Vordertür entleeren will, verschaffen sich eine junge Frau namens Melika und ein etwa gleichaltriger Mann Zugang zum Haus. Sie stellen sich als Geschwister vor, die von einer illegalen Strandparty geflüchtet sind, die von der Polizei aufgelöst wurde. Der Mann gibt an, dass seine Schwester unter Selbstmordabsichten leide. Er verschwindet kurz darauf, um einen Wagen zu organisieren, kehrt aber nicht mehr zurück. Aus der Ferne hört man Polizisten.
Die Anwesenheit der jungen Frau beginnt den Schriftsteller zu verstören. Melika stellt ihm unangenehme Fragen und gibt ihm zu verstehen, dass sie ihn durch einen Vorfall im Zusammenhang mit dem Hund aus den Medien kenne. Die Frau beginnt gegen den Willen des Schriftstellers damit, die Vorhänge vor den Fenstern zu entfernen. Im Treppenhaus werden hinter Papierbahnen zahlreiche Poster früherer Filme Jafar Panahis sichtbar. Der Schriftsteller zieht sich mit seinem Hund in das Versteck im Wandschrank zurück, nachdem eine Terrassentür eingeschlagen wurde. Das Haus scheint von Unbekannten durchsucht zu werden.
Wenig später ist Panahi selbst zu sehen, als scheinbar eigentlicher Bewohner der Villa. Gezeigt wird er in alltäglichen Situationen, wie etwa beim Essen oder beim Besuch von Handwerkern, die das eingeworfene Terrassenfenster reparieren. Einer der Handwerker bittet Panahi um ein gemeinsames Foto, der andere lässt sich entschuldigen. Von seinen Bekannten wird ihm Mut zugesprochen, teilweise sorgen sie sich um Panahi. Eine Frau und ihr jüngerer Bruder erkundigen sich im Haus des Filmregisseurs nach der Schwester, er schickt sie aber fort. Melika verkündet über eine Handykamera, das sie den Schriftsteller und seinen Hund aus dem Haus entferne. Wenig später geht sie ins Wasser. Panahi folgt ihrem Beispiel, die Bilder werden aber zurückgespult und er findet sich in der Villa wieder. Über ein Handy sieht er sich Aufnahmen von Dreharbeiten im Haus an, die den Schriftsteller mit der Hundetoilette zeigen, wie er das Eindringen der jungen Leute in sein Haus zu simulieren versucht.
Am Ende des Films verlässt Panahi die Villa. Die zurückgelassene Melika blickt ihm wehmütig nach.

## Rezeption

### Deutsche Presse
Der Film wurde von der deutschen Fachkritik überwiegend positiv aufgenommen. Als „gleichzeitig ein Film über den Mut und die Feigheit in der Unterdrückung […] gleichzeitig allegorisch und konkret“ lobte Hanns-Georg Rodek (Die Welt) den iranischen Wettbewerbsbeitrag. Die weibliche Figur der Melika würde für die „Verkörperung des freien Denkens“ stehen. Andreas Fanizadeh (die tageszeitung) rezensierte Pardé als „trotzige[n] Kommentar zu einer Situation, die sich mit gängigen filmischen Mitteln kaum beschreiben lässt“ sowie als „surreal, ironisch, ruhig und beharrlich in seiner Haltung.“ Christiane Peitz (Der Tagesspiegel) entdeckte in der ersten Hälfte des Films „Momentaufnahmen vom Eingeschlossen- und vom Ausgeschlossensein“, ein Thema, das Panahi auch in seinen früheren Filmen Ayneh (1997), Der Kreis (2000) und Offside (2006) behandelt hätte. Verena Lueken (Frankfurter Allgemeine Zeitung) verwies auf die komischen Augenblicke zu Anfang des Films mit dem Hund, wie sie auch bei Panahis vorangegangenen Dokumentarfilm Dies ist kein Film (2011) mit einem Leguan vorgekommen seien.
Peter Uehling (Berliner Zeitung) bezeichnete den Bruch der Fiktion und die Hinwendung zur „persönlischen Abgeschlossenheit“ Panahis als „ästhetisch überaus kühn“. Er fragte sich aber, ob eine Fortführung der Erzählung über den Schriftsteller und seinen Hund nicht „an politischen Aspekten und Deutungsmöglichkeiten“ reicher gewesen wäre. Pardé entwickle sich „[...] aus einer gleichnishaften Erzählung in einen mehrfach in sich gespiegelten Essay über das Filmemachen.“ Michael Kienzl (Critic.de) beschrieb Pardé im Vergleich zu früheren Filmen Panahis als „experimentell, selbstreflexiv und spröde“. Ihn erstaunte, dass „der begrenzte Schauplatz und die bescheidenen Mittel Panahi in allen anderen Bereichen zu einem Befreiungsschlag“ trieben und den Film zu einem „grenzüberschreitenden Experiment“ machten.

### Reaktion des Iran
Das iranische Kultusministerium bezeichnete den Film als „illegal“ und legte Protest gegen die Aufführung und Auszeichnung des Films auf der Berlinale ein. Da Filme im Iran nur mit Erlaubnis gedreht und vertrieben werden dürften, handele es sich hierbei nach Aussage des Vize-Kultusministers Dschawad Schamaghdari „um eine Straftat“.

## Auszeichnungen
Jafar Panahi und Kambuzia Partovi gewannen bei den Filmfestspielen von Berlin 2013 den Silbernen Bären für das beste Drehbuch.